# Ethan Embry
Ethan Embry, geboren als Ethan Philan Randall (Huntington Beach (Californië), 13 juni 1978), is een Amerikaans acteur. In 1991 begon hij op dertienjarige leeftijd met acteren. Hij liet in 1996 zijn achternaam veranderen in Embry.
Op 14 november 1998 trouwde hij met Amelinda Smith. Met haar kreeg hij op 10 december 1999 een kind, Cogeian Sky Embry. In 2002 zijn Embry en Smith gescheiden. Sinds 2005 is hij getrouwd met actrice Sunny Mabrey.

## Filmografie (selectie)
- 1991 - All I Want for Christmas - Ethan O'Fallon
- 1993 - A Far Off Place - Harry Winslow
- 1995 - Empire Records - Mark
- 1995 - Evolver - Kyle Baxter
- 1996 - White Squall - Tracy Lapchick
- 1996 - That Thing You Do! - T.B. Player
- 1997 - Vegas Vacation - Russell "Rusty" Griswold
- 1998 - Montana - Jimmy
- 1998 - How to Make the Cruelest Month
- 1998 - Dancer, Texas Pop. 81 - Squirrel
- 1998 - Can't Hardly Wait - Preston Meyers
- 1998 - Disturbing Behavior - Allen Clark
- 2000 - The Independent - Bert
- 2001 - Who Is A.B.?
- 2001 - Rennie's Landing - Trevor Logan
- 2001 - Ball in the House - Bobby
- 2001 - Male Order
- 2002 - Sweet Home Alabama - Bobby Ray
- 2002 - Manfast - Johnny Shore
- 2002 - They - Sam Burnside
- 2003 - Timeline - Josh Stern
- 2004 - Pizza - Matt Firenze
- 2004 - Harold & Kumar Go to White Castle - Billy Carver
- 2004 - Celeste in the City - Kyle
- 2005 - Standing Still - Donovan
- 2007 - Vacancy - Monteur
- 2008 - Eagle Eye - Grant
- 2018 - Blindspotting - Politieagent Molina

## Televisieseries
*Exclusief eenmalige gastrollen
- Once Upon a Time - Greg Mendell (2013, tien afleveringen)
- Brotherhood - Declan Giggs (2006-2008, negentien afleveringen)
- Dragnet - Detective Frank Smith (2003, twaalf afleveringen)
- FreakyLinks - Adam Barnes (2000-2001, dertien afleveringen)
- Drug Wars: The Camarena Story - ? (1990, miniserie)